# Intel 8351
Intel 8351 je osmibitový jednočipový mikropočítač společnosti Intel, patří do rodiny MCS-51. Je identický s verzí 8051, obsahuje však navíc ještě pulsní generátor (s pulzně šířkovou modulací). Prodával se ve čtyřicetipinovém DIP pouzdře.